# Rhino
Rhino（ライノー）とはオープンソースで開発されているJavaScriptの実装 (JavaScriptエンジン) である。RhinoはJavaで記述されており、Mozilla Foundationによって管理、配布されている。Mozilla Foundationでは、C言語による実装のSpiderMonkeyというソフトウェアの提供も行っている。
Rhinoの開発は1997年にネットスケープコミュニケーションズによって始められ、1998年にMozilla Foundationに譲渡された後、オープンソースソフトウェアとなった。Rhinoの名はオライリー社によって出版されたJavaScriptの書籍(ISBN 4-87311-027-0; リンクは現行版)の表紙に描かれた動物（サイ）から名付けられた。
RhinoはJavaScriptのコードをJavaのクラスへと変換する。変換にはコンパイラを用いる方法と、インタープリタを用いる方法がどちらも利用できる。Rhinoは他のアプリケーションに組み込んで用いる目的で作成されており、JavaScriptでしばしば用いられる「browserオブジェクト」はサポートされていない。
Rhinoは組み込んだアプリケーション上でRhino shellを使うことによってデバッガとして用いることができる。

## Rhinoを使用したソフトウェア
- JDK - Java Platform, Standard Edition 6 JDK から JavaScript 実行エンジンとして同梱
- OpenOffice.org - マクロ言語の一つとして採用した JavaScript を実行するために、またそのデバッグ環境として。
- LibreOffice - マクロ言語の一つとして採用した JavaScript を実行するために、またそのデバッグ環境として。